# Tomatlán, Jalisco
Tomatlán är en ort i Mexiko.   Den ligger i kommunen Tomatlán och delstaten Jalisco, i den sydvästra delen av landet, 600 km väster om huvudstaden Mexico City. Tomatlán ligger 47 meter över havet och antalet invånare är 8 360.
Terrängen runt Tomatlán är kuperad österut, men västerut är den platt. Runt Tomatlán är det glesbefolkat, med 11 invånare per kvadratkilometer. Tomatlán är det största samhället i trakten. I omgivningarna runt Tomatlán växer i huvudsak lövfällande lövskog.